# Резолюція Ради Безпеки ООН 14
Резолюція Ради Безпеки ООН 14 — резолюція, прийнята 16 грудня 1946 року, яка змінила правила процедури, аби умови головування в Раді відповідали календарному року. Було вирішено, що головування новообраних членів Ради Безпеки починається 1 січня і закінчується 31 грудня.
Резолюція була прийнята 9 голосами. СРСР і США утрималися в голосуванні.

## Див.також
- Резолюції Ради Безпеки ООН 1-100 (1946—1953)